# بكيزة أوزجان
```

```

تعد بكيزة أوزجان مؤلفة كتب تركية للأطفال. ولدت بكيزة في عام 1951 في مدينة كارابوك. وهي تؤلف كتب للأطفال وللشباب.
بعد أن أنهت بكيزة أوزجان تدريبها في مدرسة المعلمين الإبتدائية للبنات في مدرسة كاستامونو قد أنهت برنامج التعليم المهني في جامعة الأناضول. وعملت بكيزة في مجال التدريس لمدة تقدر بسته وعشرون عاماً في مناطق مختلفة بتركيا.
كتبت بكيزة أوزجان روايات، وقصص وحكايات للأطفال والشباب. وحازت بكيزة على العديد من الجوائز عن قصة الأطفال التي تُدعى «الملك الذي فقد قوته» وعن كتاب الخرافة الذي يُدعى «الفتاة الوردة». وعاشت الكاتبة بكيزة أوزجان في مدينة مرسين ومدينة إسطنبول. وقد تزوجت بكيزة أوزجان وأنجبت طفلين.

## أعمالها الفنية

### رواياتالشباب
•	كلمات لا يمكنني التفوه بها
•	يسقط الثلج على رأسي

### رواياتالأطفال
•	في دولة أحلام النعناع
•	فيل صغير يفقد قطيعه
•	الطفل الذي يجمع النجوم

### قصصالأطفال
•	الملك الفاقد لقوته (الجائزة الخاصة بلجنة التحكيم بمسابقة قصة أطفال التعليم – أنت)
•	البذور الساقطة على الأرض

### قصص مصورة
- كتاب عائشة

### حكايات
•	الفتاة الوردة (الجائزة الخاصة بعدنان تشاكماكتشي أوغلو بمسابقة قصص الأطفال بدار النشر)

## وصلات خارجية
•	صفحة الشخصية لبكيزة أوزجان
•	مدونة بكيزة أوزجان